# Sadame (album Enhypen)
Sadame – pierwszy japoński album studyjny południowokoreańskiej grupy Enhypen, wydany 26 października 2022 roku przez wytwórnię Virgin Music.

## Lista utworów
| CD  | CD                                                 | CD | CD                                 | CD      |
| Nr  | Tytuł utworu                                       | Tekst/Muzyka | Producent                          | Długość |
| --- | -------------------------------------------------- | --- | ---------------------------------- | ------- |
| 1.  | „Future Perfect (Pass the Mic)” (Japanese version) | Wonderkid, "Hitman" Bang, Supreme Boi, Jacob Aaron, The Hub 88 | Wonderkid, "Hitman" Bang           | 3:00    |
| 2.  | „Blessed-Cursed” (Japanese version)                | "Hitman" Bang, Alexander Karlsson, Charlotte Wilson, Ciara Muscat, Frants, Gabriel Brandes, Jacob Aaron, Lil 27 Club, Cazzi Opeia, Ronnie Icon, Softserveboy, Sqvare, Tim Tan, Wonderkid, Worawat Deeudomchan, Shinkung | "Hitman" Bang, Wonderkid, SHINKUNG | 2:52    |
| 3.  | „Make the Change”                                  | D & H, Uta, Yohei | Uta                                | 3:07    |
| 4.  | „Tamed-Dashed” (Japanese version)                  | "Hitman" Bang, Alexander Karlsson, Tim Tan, Caesar & Loui, Carly Lyman, Ciara Muscat, Lil 27 Club, Cazzi Opeia, Sam Klempner, Softserveboy, Wonderkid                                                                   | "Hitman" Bang, Wonderkid           | 3:16    |
| 5.  | „Drunk-Dazed” (Japanese version)                   | Wonderkid, Lil 27 Club, "Hitman" Bang, Melanie Fontana, Michel "Lindgren" Schulz | Wonderkid, "Hitman" Bang           | 3:14    |
| 6.  | „Given-Taken” (Japanese version)                   | Wonderkid, Lil 27 Club, "Hitman" Bang, Melanie Fontana, Andreas Carlsson, Michel "Lindgren" Schulz, Sunshine, Kyler Niko                                                                                                | Wonderkid, "Hitman" Bang           | 3:04    |
| 7.  | „Always”                                           | Mitsu.J, Zopp | Mitsu.J                            | 3:08    |
| 8.  | „Let Me In (20 Cube)” (Japanese version)           | Frants, Kyler Niko, "Hitman" Bang, Lee Le-ejin, January 8th, Lee Seu-ran, danke, Lutra, Jo Yu-ri (Jam Factory) | Frants, "Hitman" Bang              | 3:11    |
| 9.  | „Forget Me Not”                                    | Barbora, Ryo Ito, The Answer | Ryo Ito                            | 3:25    |
| 10. | „Polaroid Love” (bonus track)                      | "Hitman" Bang, January 8th, Danke, Enzo, Fridolin Walcher, Johnny Hockings, Ryan Bickley | Freedo                             | 3:04    |

## Notowania
| Lista                                 | Pozycja |
| ------------------------------------- | ------- |
| Belgian Albums (Ultratop Wallonia)    | 114     |
| Croatia International Albums (HDU)    | 4       |
| French Albums (SNEP)                  | 160     |
| Hungarian Albums (MAHASZ)             | 19      |
| Japanese Albums (Oricon)              | 1       |
| Japanese Combined Albums (Oricon)     | 1       |
| Japanese Hot Albums (Billboard Japan) | 1       |
| Swiss Albums (Schweizer Hitparade)    | 79      |
| World Albums (Billboard)              | 5       |

## Sprzedaż i certyfikaty
| Kraj    | Sprzedaż | Certyfikaty    |
| ------- | -------- | -------------- |
| Japonia | 277 261+ | RIAJ: Platinum |